# Bibliothèque du Boisé
La Bibliothèque du Boisé est l'une des deux bibliothèques de l'arrondissement de Saint-Laurent. Elle fait partie du réseau de 45 bibliothèques de la Ville de Montréal. Elle est certifiée LEED platine.

## Histoire
Dans la foulée d'un plan de consolidation mis en place par la directrice des bibliothèques de Montréal, Louise Guillemette-Labory, la Ville a créé le Programme de rénovation, d’agrandissement et de construction de bibliothèques. L'annonce qu'une nouvelle bibliothèque sera construite dans l'arrondissement est faite en 2008. Le projet a fait l'objet d'un concours d'architecture dont la présidente du jury était l'ancienne PDG de Bibliothèque et Archives nationales du Québec, Lise Bissonette. Le concours a été remporté par Cardinal Hardy, Labonté Marcil, Éric Pelletier architecte en consortium. En 2010, avant même son ouverture, la bibliothèque remporte le Prix du mérite du magazine Canadian Architect.
Les 4 et 5 mai 2013, les citoyens sont invités à visiter la bibliothèque en compagnie des architectes. Elle ouvre officiellement ses portes le 6 juillet 2013. Le porte-parole pour l'occasion est l'auteur Dany Laferrière. Alors que les concepteurs visaient une certification LEED or, la bibliothèque est certifiée LEED platine en 2015 et devient ainsi la première bibliothèque au Canada à atteindre cette certification décernée par le Conseil du développement durable du Canada. En novembre 2015, la bibliothèque remporte le Grand Prix d'excellence des 28e Prix d'excellence en architecture de l'Ordre des architectes du Québec.

## Description
La bibliothèque offre les services et activités que l'on retrouve habituellement au Québec comme l'heure du conte, des conférences ou le prêt de documents comme les livres, CD et DVD, revues ou jeux vidéo, mais aussi des instruments de musique. Un espace favorisant l'exploration et la création numérique et multimédia ainsi qu'une salle destinée à la création musicale sont offerts aux usagers.
Des postes informatiques pour aller sur Internet ou pour utiliser des logiciels sont disponibles à plusieurs endroits et les visiteurs peuvent utiliser leur propre équipement. Des postes informatiques donnant accès au catalogue peuvent être utilisés sur place. L'accès sans fil à Internet est aussi disponible dans toutes les sections.
Une terrasse extérieure se trouve à l'arrière de la bibliothèque et donne accès au boisé. Le bâtiment de 6 000 mètres carrés rappelle le style scandinave et a de nombreuses  fenêtres donnant également sur le boisé du parc Marcel-Laurin.
L'œuvre murale La bourrasque de Gwenaël Bélanger est installée au mur de l'entrée principale de la bibliothèque conformément à la Politique d'intégration des arts à l'architecture du Québec. La sculpture est composée de lettres et symboles en acier inoxydable.

## Galerie

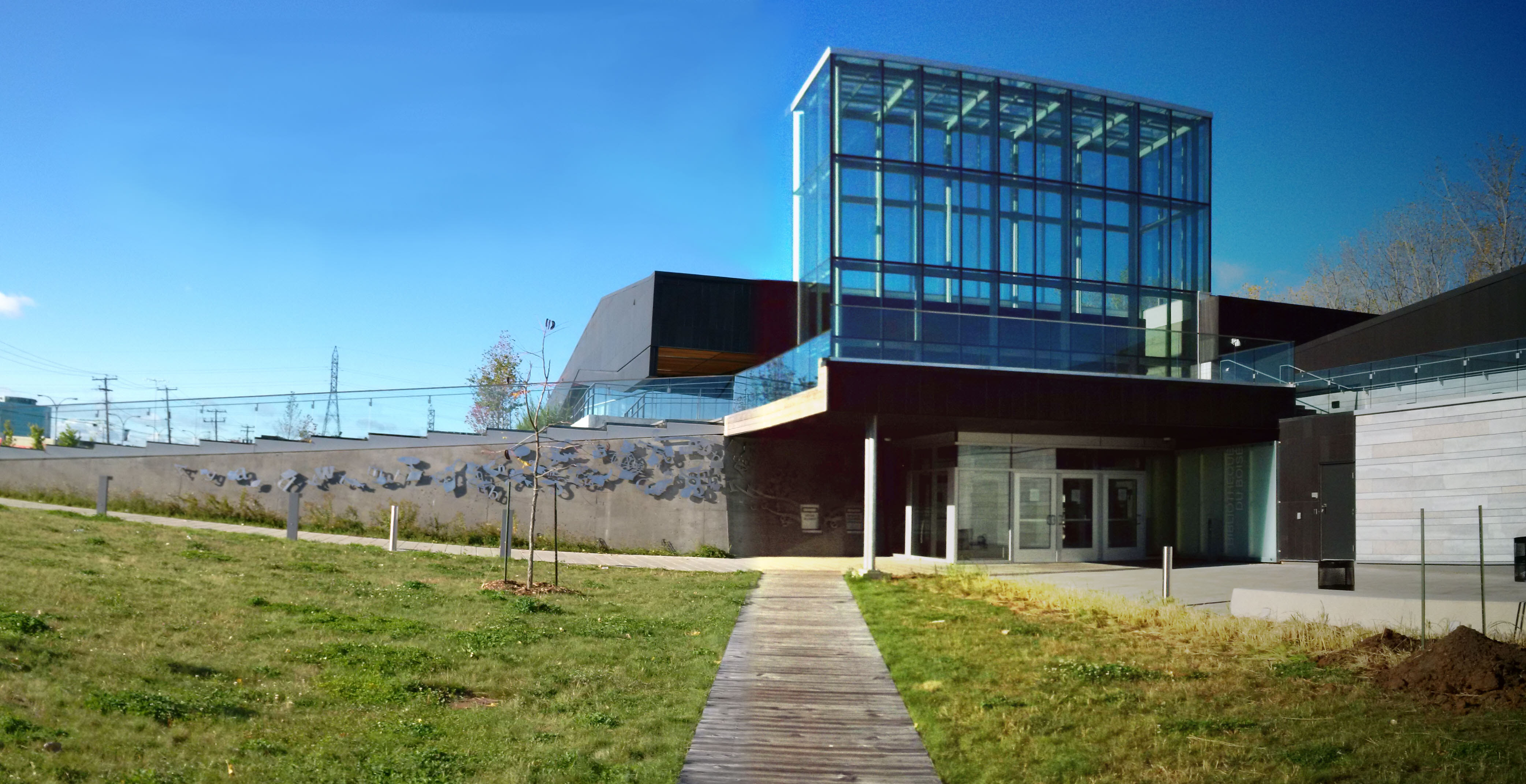
Entrée de la bibliothèque.
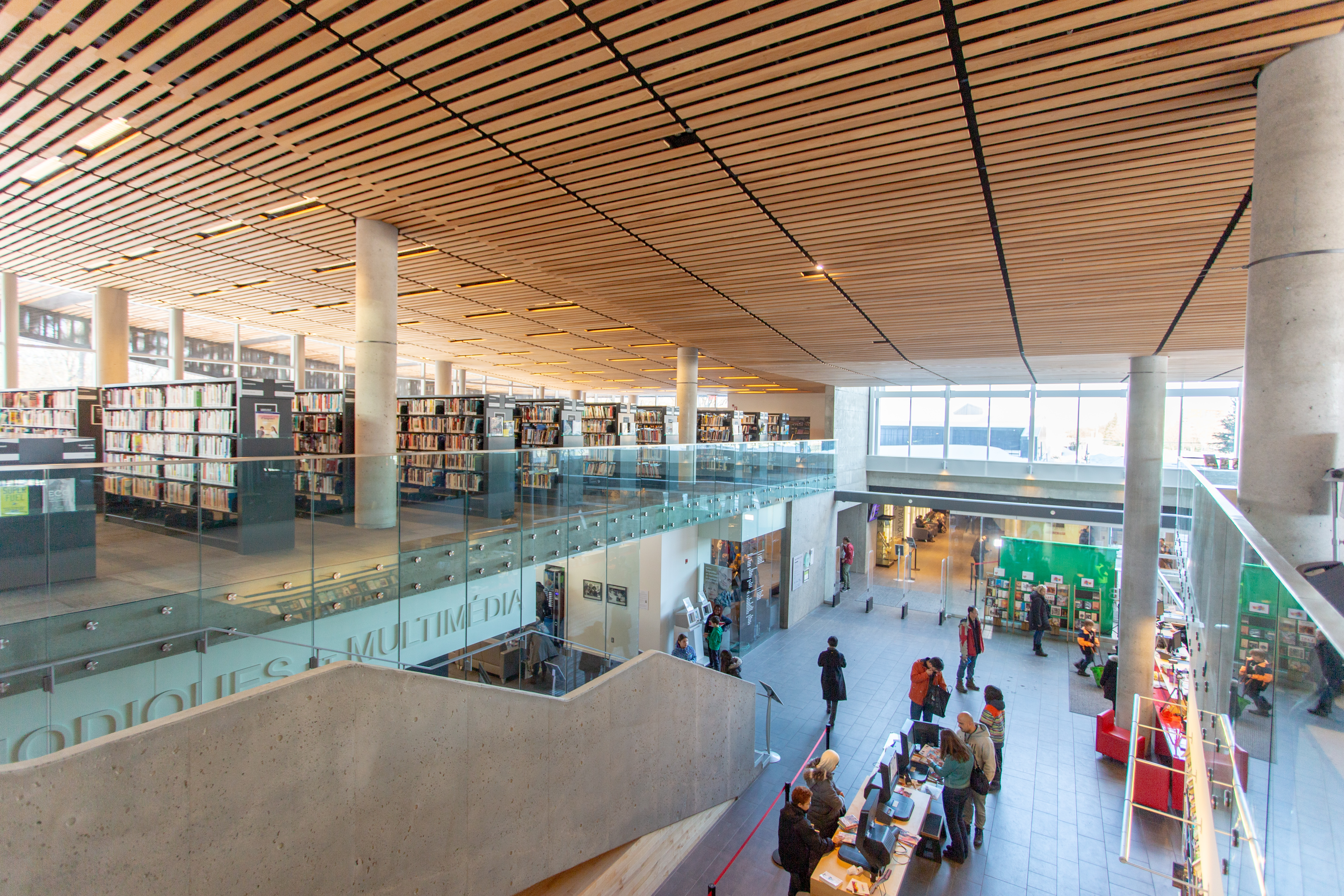
Espaces intérieurs.
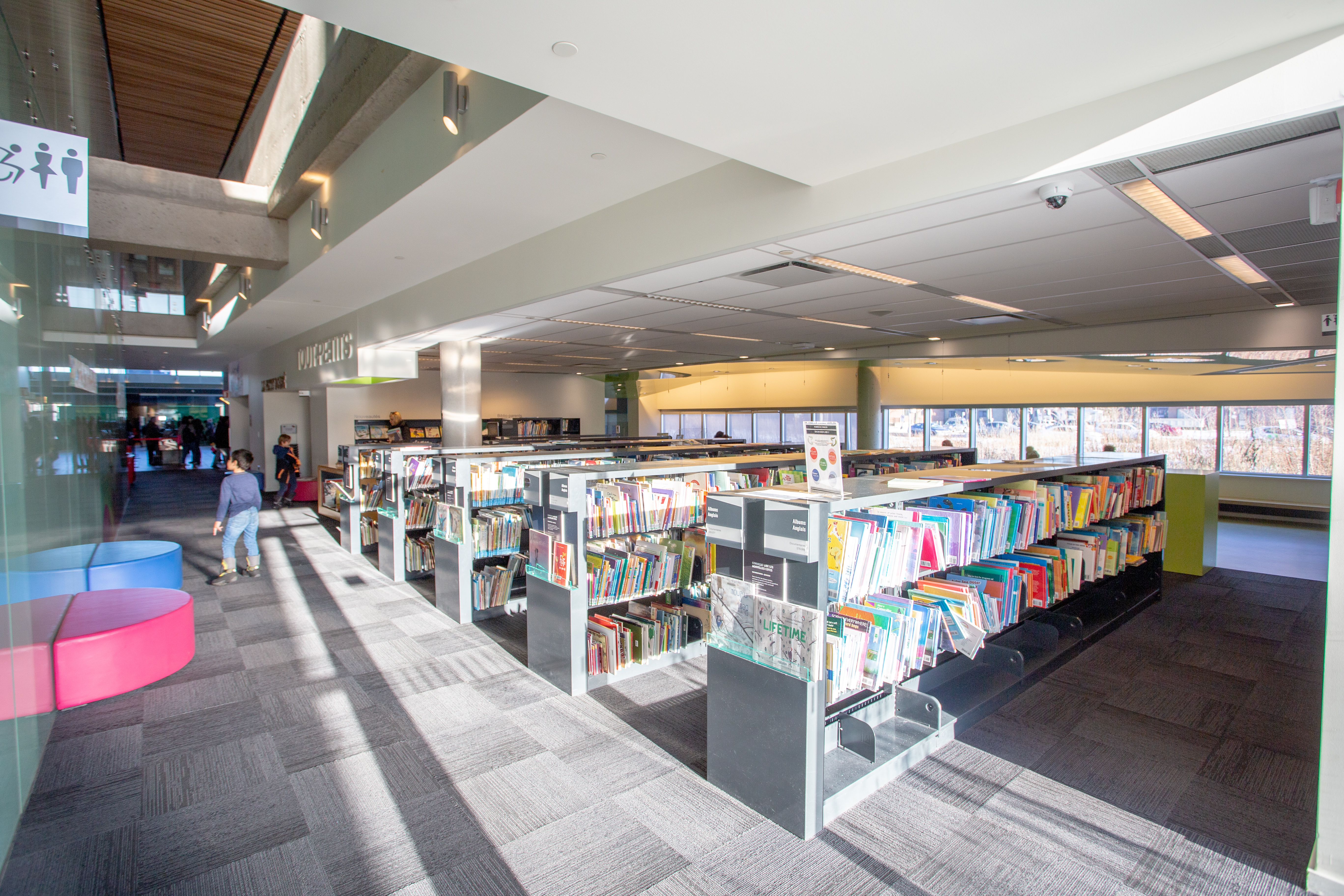
Intérieur de la bibliothèque.
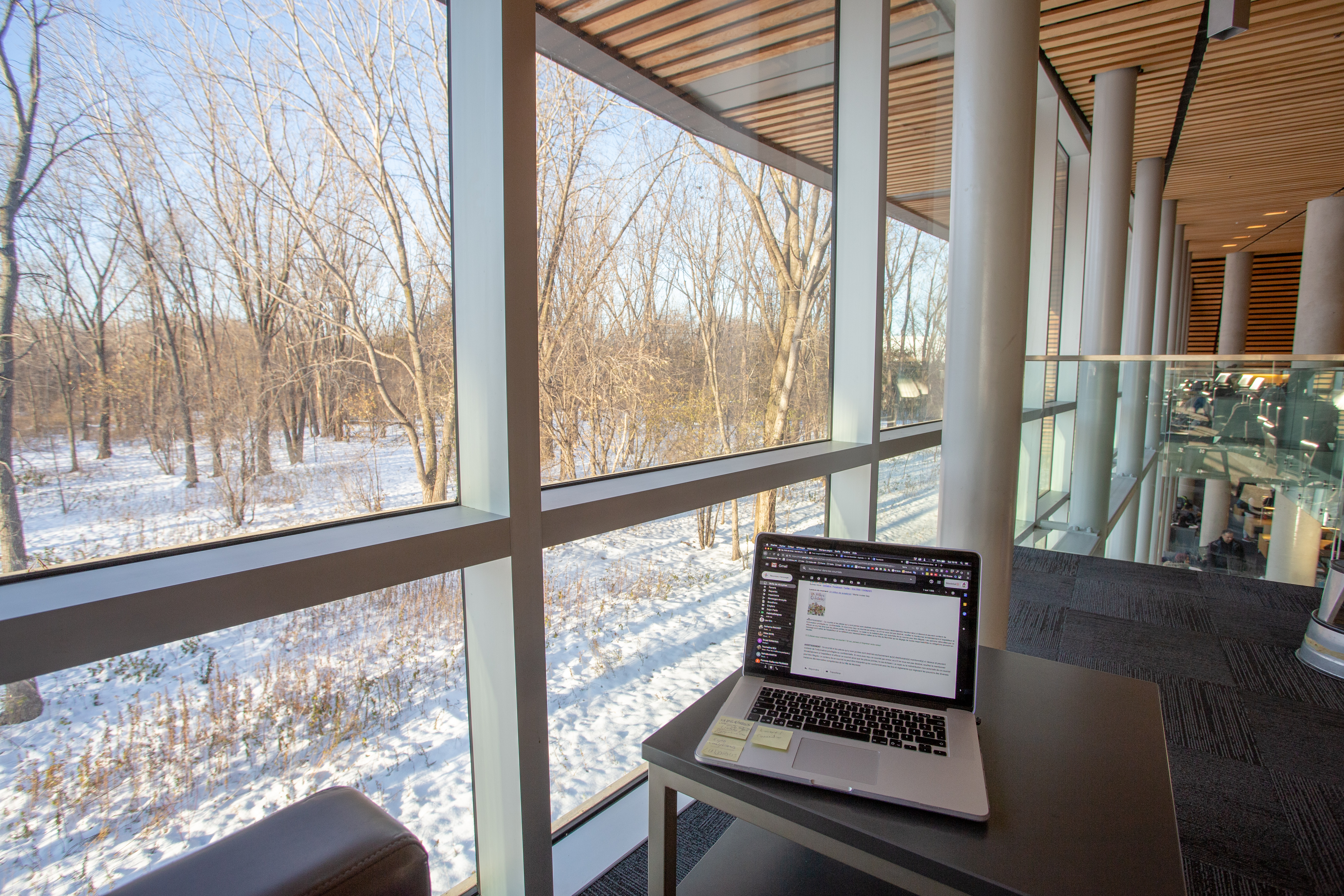
Vue sur le boisé derrière la bibliothèque.
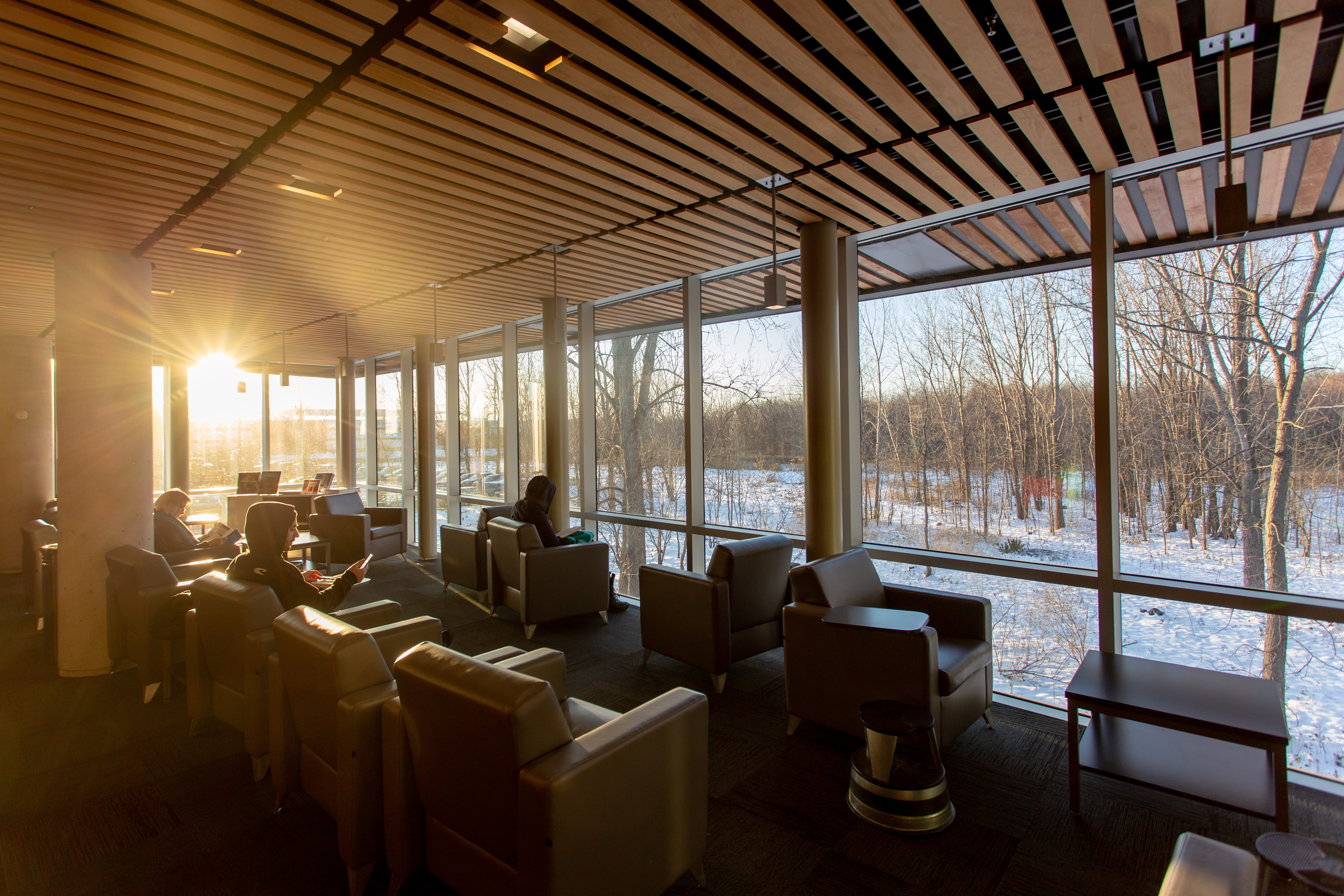
Vue sur le boisé au coucher du soleil.
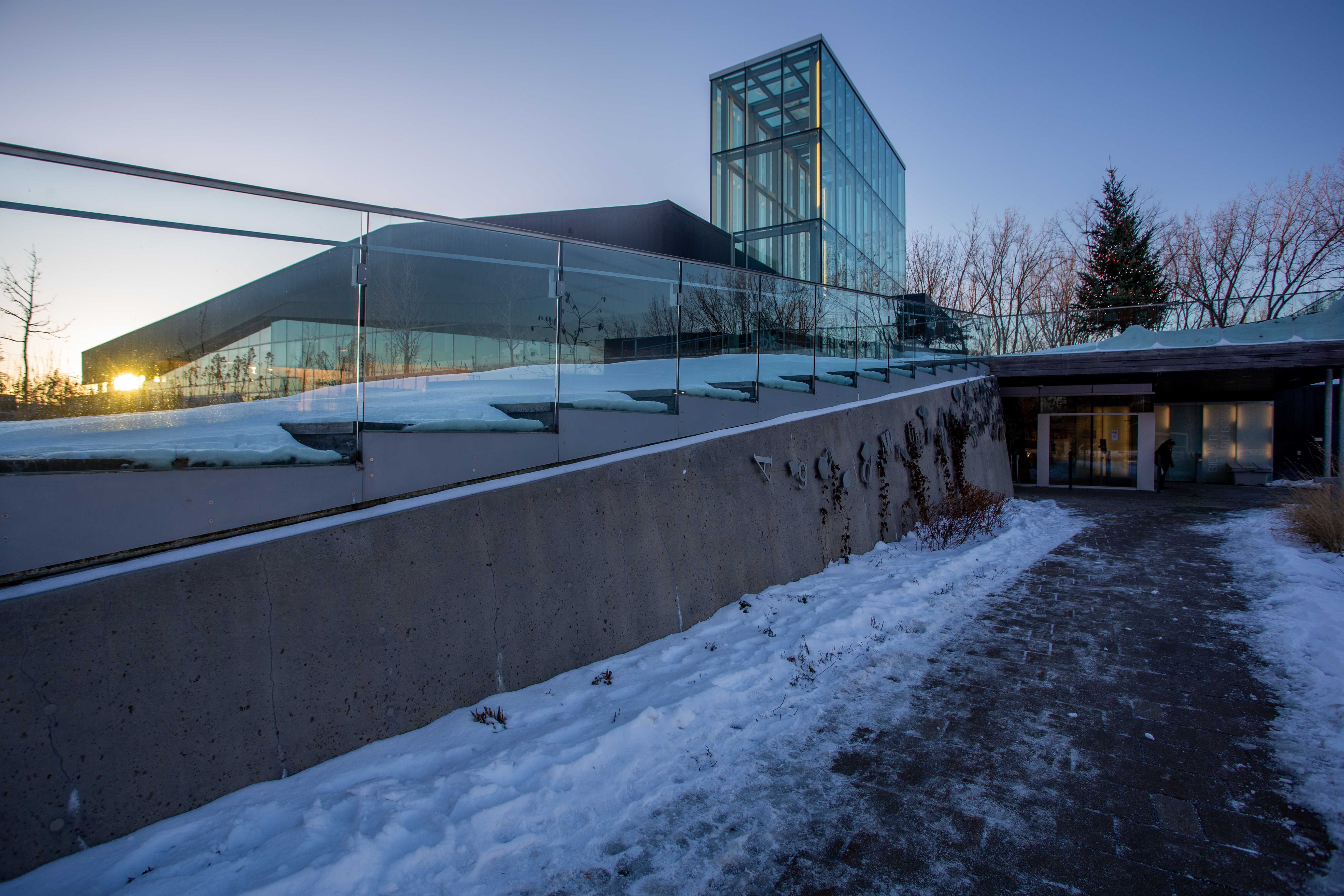
Entrée principale.